# Errisbeg
Errisbeg Mountain ou Errisbeg ou Iorras Beag est une colline située dans le Connemara, comté de Galway, en république d'Irlande. Culminant à une hauteur de 280 mètres, il domine le village de Roundstone (Cloch na Ron) à l'ouest, les tourbières de Roundstone Bog au nord et les baies Dogs Bay et Gorteen Bay au sud.

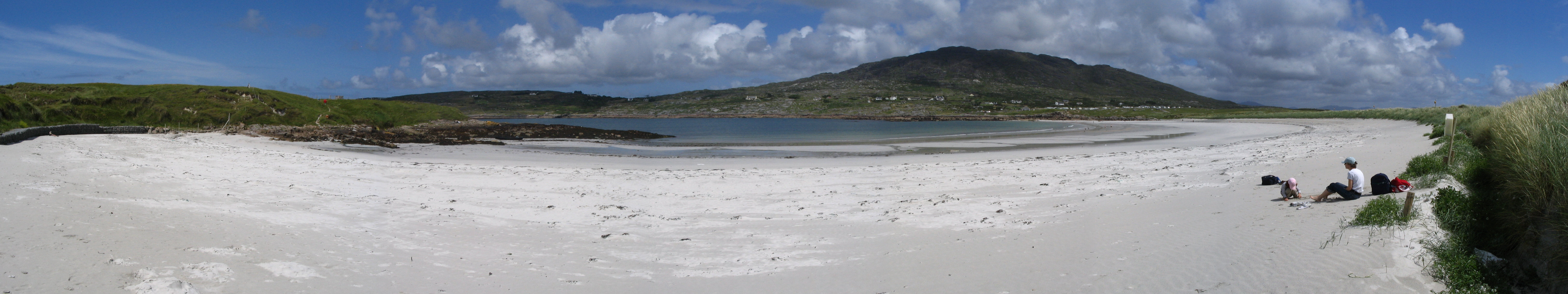
Errisbeg depuis Dogs Bay